# Quei due (film 1969)
Quei due (Staircase) è un film del 1969 diretto da Stanley Donen.

## Trama
Charles e Harry sono una coppia di barbieri gay che vive assieme da oltre trent'anni nella periferia di Londra. La loro convivenza è condita da continui litigi e battibecchi, ma i due sono molto legati.
Un giorno Charles viene scoperto in abiti femminili in un locale pubblico e per questo denunciato. Dovrà affrontare il tribunale, ma temendo di non poter dimostrare la propria innocenza, viene sopraffatto da attacchi d'ansia.
Una sera Harry si porta in casa un ragazzo, provocando la gelosia del compagno, che si ritira in bagno e sviene. Harry lo crede un tentativo di suicidio e lo soccorre, aggredendolo verbalmente una volta scoperta la verità.
Il giorno dell'udienza Charles si avvia da solo in tribunale, temendo che la presenza di Harry possa danneggiarlo, ma, compreso che non può fare a meno della sua vicinanza, lo chiama accanto a sé.

## Distribuzione
Il film è stato distribuito negli Stati Uniti dal 20 agosto 1969; in Germania Ovest dal 5 settembre 1969; in Svezia dal 24 settembre 1969; in Messico dal 25 settembre 1969; nel Regno Unito dal 23 ottobre 1969, dopo una première tenuta il giorno precedente; in Danimarca dal 27 ottobre 1969; in Irlanda dal 16 gennaio 1970; in Finlandia dal 26 giugno 1970; in Giappone dal 5 settembre 1970; nei Paesi Bassi dal 16 febbraio 1971 e in Spagna dal 27 dicembre 1976.
Il film è conosciuto anche con i tioli: Unter der Treppe (Austria e Germania Ovest), Os Delicados (Brasile), L'escalier (Canada, titolo francese, e Francia), Hvad med os to? (Danimarca), Portaat (Finlandia), Oi dyo 'filoi' (Grecia), Quei due e Il sottoscala (Italia), Futari wa koibito (Giappone), La escalera (Messico e Spagna), Schody (Polonia), Trappan (Svezia), Die Treppe (Germania Ovest).

## Accoglienza

### Critica
(FilmTv.it)